# ジョナサン・ケント
ジョナサン・ケント（英: Jonathan Kent）は、DCコミックスの出版するアメリカン・コミックス『スーパーマン』に登場する架空の人物。ジェリー・シーゲルとジョー・シャスターによって創造され、1939年の"Superman Vol.1 #1"で初登場した。スーパーマンの育ての父親。

## 概要
ジョナサン・ケントはマーサ・ケントの夫でカンザス州スモールヴィルで農場を営み、クリプトン星から地球へと飛来してきたカル゠エル（スーパーマン）に「クラーク・ケント」と名付け育てた養父である。またクラークに道徳を説き、超人的な力の意義を見出し、スーパーマンの人格に最も影響を与えた人物である。
1939年の『Superman #1』では、クラークの将来を案じて「その力は隠さなければいけない、人々はお前を恐れるだろう」と慎重に諭している。初期のエピソードではケント夫妻はクラークが大人になる頃には死去していたため思い出の中で登場し、ジョナサンの教えがスーパーマンとして活動する原動力になっている様子が描かれていた。
1986年の『マン・オブ・スティール (コミック)』で設定がリブートされてからは、ジョナサン・ケントはクラークがスーパーマンとして活躍するようになってからも生存しており、マーサと共にクラークの活躍を支えている。

## 映画
スーパーマン (1948年の映画) (1948年)
演 - エドワード・カシディ
スーパーマン (1978年の映画) (1978年)
演 - グレン・フォード
マン・オブ・スティール (2013年)
演 - ケビン・コスナー
バットマン vs スーパーマン ジャスティスの誕生 (2016年)
演 - ケビン・コスナー
ジャスティス・リーグ:ザック・スナイダーカット (2021年)
演 - ケビン・コスナー
スーパーマン (2025年の映画) (2025年)
演 - プルイット・テイラー・ヴィンス

## ドラマ
スーパーマン (テレビドラマ) (1952年-1958年)
演 - トム・ファデン
スーパーボーイ (テレビドラマ) (1988年-1992年)
演 - スチュアート・ホイットマン
LOIS&CLARK/新スーパーマン (1993年-1997年)
演 - エディー・ジョーンズ
ヤング・スーパーマン (2001年-2011年)
演 - ジョン・シュナイダー
スーパーマン&ロイス (2021年-現在)
演 - ジョーダン・エルサス、マイケル・ビショップ

## アニメ

### テレビ・ウェブ
スーパーマン (アニメ) (1996年-2000年)
声 - マイク・ファレル
ジャスティス・リーグ (2001年-2004年)
声 - マイク・ファレル
ジャスティス・リーグ・アンリミテッド (2004年-2006年)
声 - マイク・ファレル
ヤング・ジャスティス (アニメ) (2010年-現在)
声 - マーク・ロルストン
DCスーパーヒーロー・ガールズ (2015年-現在)
声 - ディーン・ケイン

### 長編アニメ
スーパーマン:ブレイニアック・アタック (2006年)
声 - マイク・ファレル
スーパーマン VS. エリート (2012年)
声 - ポール・エイディング
デス・オブ・スーパーマン (アニメ) (2018年)
声 - ポール・エイディング
レイン・オブ・ザ・スーパーメン (アニメ) (2019年)
声 - ポール・エイディング